# Хичхонский университет телекоммуникаций
Хичхонский университет телекоммуникаций (кор. 희천공업대학?, 熙川工業大學?) — высшее учебное заведение, расположенное в городе Хичхоне, в провинции Чагандо, КНДР. Университет был основан 1 сентября 1959 года.
Университет имеет телевещательное оборудование, компьютеры, электронные средства, а также образовательные и научно-исследовательские материалы. В состав университета входят такие факультеты, как электрокоммуникационной инженерии, инженерии компьютерного управления, электроники и инженерии беспроводных коммуникаций. Вуз также имеет институт электроники и прочие институты, лаборатории, аспирантуру, библиотеку, мастерскую и типографию. 95 % преподавательского состава имеет учёные степени и звания.